# Hammick-reactie
De Hammick-reactie is een organische reactie, genoemd naar Dalziel Hammick, waarbij een α-picolinezuur (of een gerelateerde verbinding) in het bijzijn van een carbonylverbinding gedecarboxyleerd wordt tot een 2-pyridylcarbinol:

## Reactiemechanisme
De verhitting van het α-picolinezuur (1a) leidt tot vorming van een zwitterion (1b), dat spontaan decarboxyleert tot een nieuw intermediair zwitterion (2). Dit intermediair reageert via een nucleofiele additie aan een carbonylgroep tot het intermediair alkoxide (3), dat na protonering het carbinol (4) oplevert.